# Komet Enckeove vrste
Komet Enckeove vrste (eng. Encke-type comet), vrsta periodičnog kometa. Ova kometna obitelj definirana je po Levisonu i Duncanu  (TJupiter > 3; a < aJupiter), odnosno ima Tisserandov parametar TJ > 3. Velika poluos putanje Enckeove vrste kometa je manja od velike poluosi planeta Jupitera (a < aJ).  Ime je ova obitelj dobila po Enckeovom kometu.